# دارابی (سقز)
دارابی (سقز)، روستایی از توابع بخش مرکزی شهرستان سقز در استان کردستان ایران است.

## جمعیت
این روستا در دهستان میرده قرار دارد و براساس سرشماری مرکز آمار ایران در سال ۱۳۸۵، جمعیت آن ۹۱ نفر (۱۷خانوار) بوده‌است.